# Haus Lindenhof
Haus Lindenhof ist ein ehemaliges Winzerhaus mit einem weitläufigen, südlich vorgelagerten Garten, der eine ehemalige Weinanlage darstellt und heute  als denkmalpflegerische Nebenanlage gilt. Das Anwesen liegt in der Maxim-Gorki-Straße 18 im Stadtteil Oberlößnitz der sächsischen Stadt Radebeul.

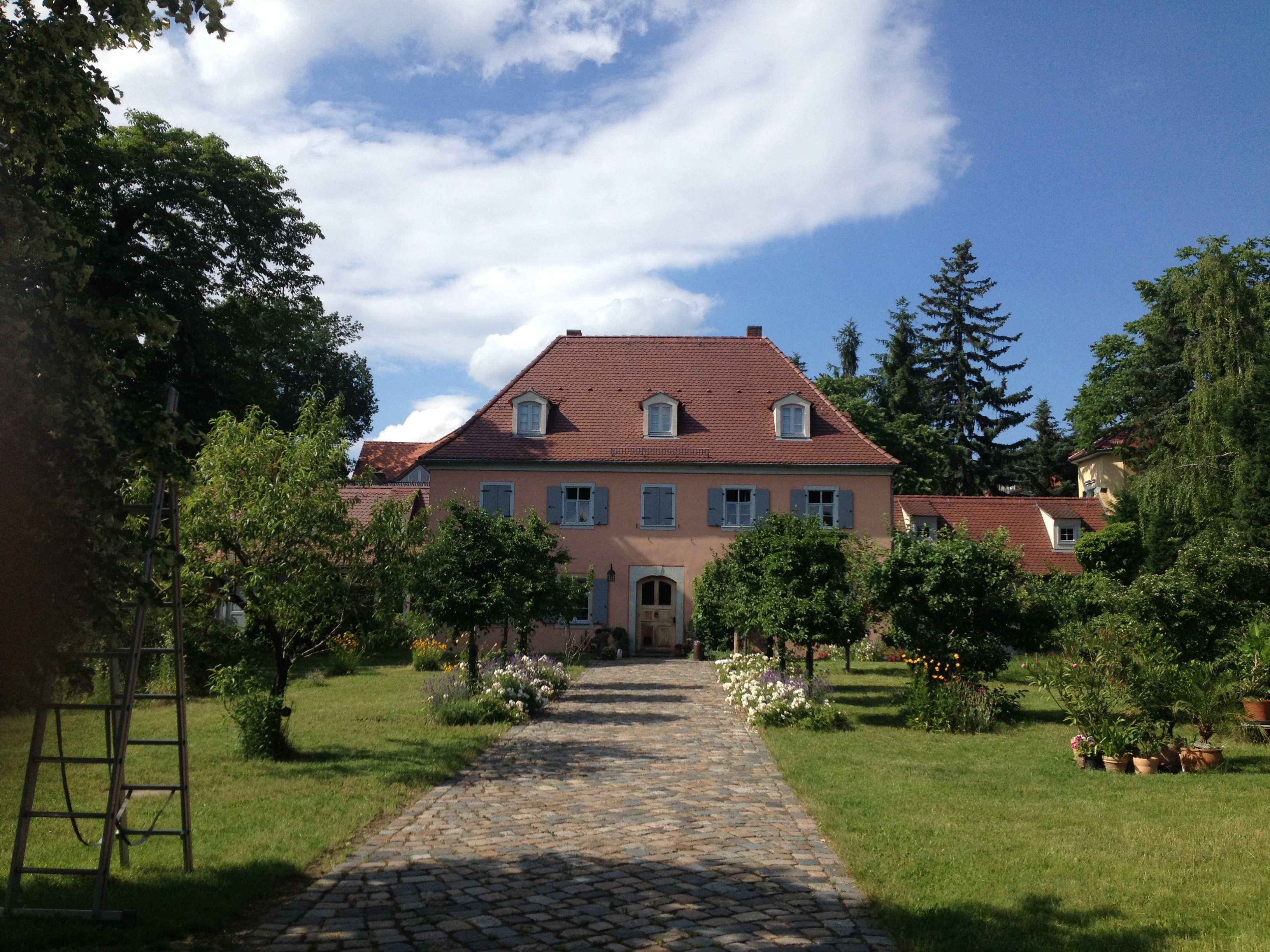
Lindenhof (Juni 2016)

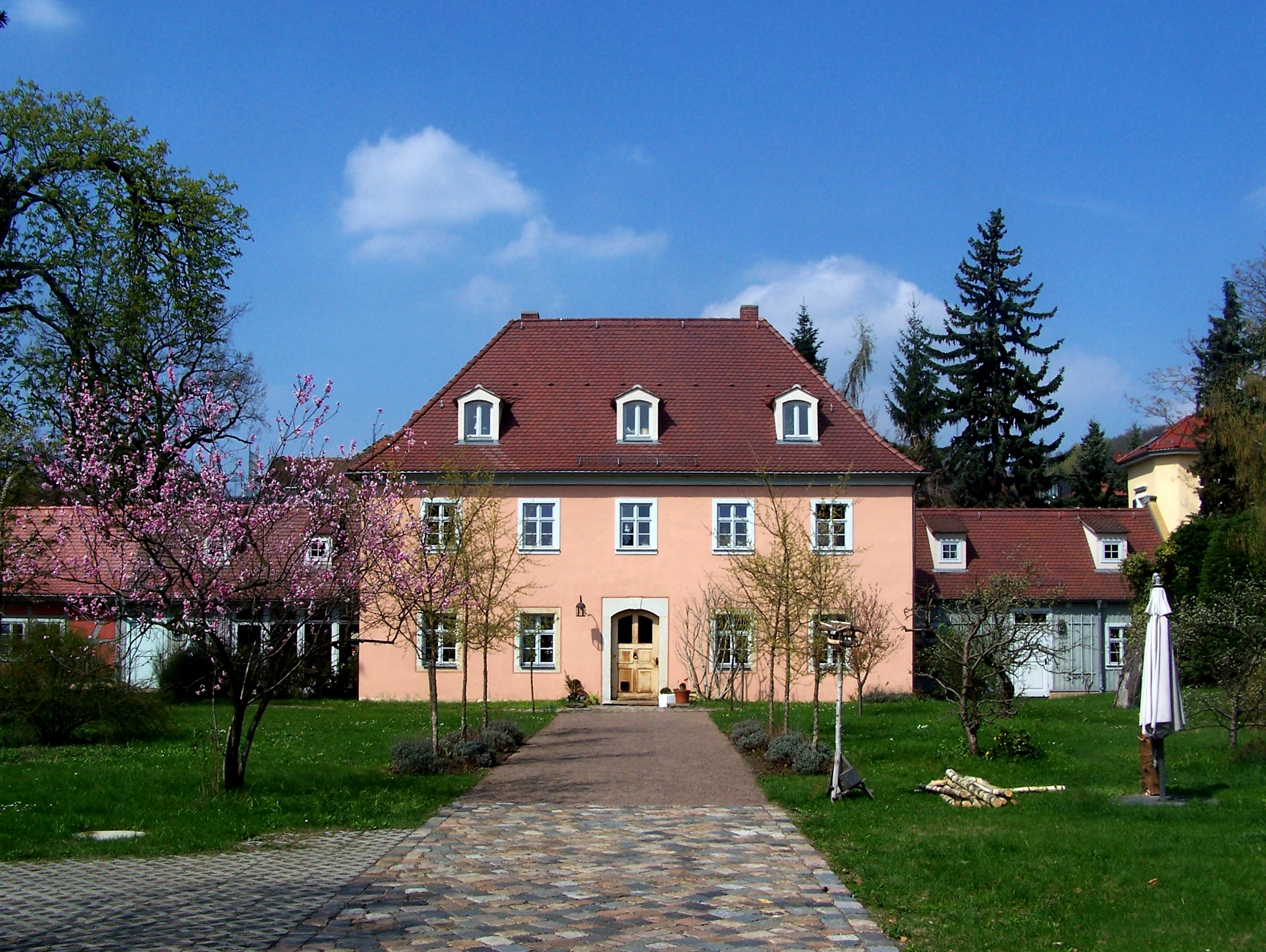
Obstblüte im Lindenhof (April 2013). Beidseits sind die zurückgesetzten Anbauten zu sehen.

## Beschreibung
Das zweigeschossige, mit Garten und Einfriedung unter Denkmalschutz stehende ehemalige Winzerhaus steht auf einem großen Eckgrundstück zur Emil-Högg-Straße. Das fünfachsige Haus hat auf beiden Seiten eingeschossige, weit zurückgesetzt angebaute Seitengebäude. Der schlichte Putzbau steht über einem tonnenförmigen Kellergewölbe und trägt ein hohes Walmdach mit drei Giebelgauben, im Erdgeschoss befindet sich mittig ein Stichbogenportal.
Das Winzerhaus hat die gleichen Abmessungen und die gleiche Dachhöhe und -neigung wie das Festsaalgebäude von Haus Sorgenfrei. Im Obergeschoss findet sich noch illusionistische Deckenmalerei.
Der Lindenhof gilt als Beispiel für den fließenden Übergang von den schlichten Winzerhäusern zu den mehr herrschaftlichen Häusern.
In der aktuellen Denkmalbeschreibung wird der Vorgarten des Lindenhofs hervorgehoben:

„Der Vorgarten des Anwesens führt im Kontext mit den Freiflächen vor den Gebäuden Maxim-Gorki-Straße 16, 22 und Hauptstraße 47 zu einer stadtentwicklungsgeschichtlichen Unverwechselbarkeit und ist somit städtebaulich bedeutend. Ursprünglich dienten diese Freiflächen dem Weinanbau[,] bevor sie sich nach der Reblauskatastrophe zu reinen Vorgärten entwickelten, die Fläche vor Haus Breitig, Maxim-Gorki-Straße 22 wurde mittlerweile wieder aufgerebt. Abgesehen davon sind die alten charakteristischen Winzerhäuser, wie Lindenhof, Haus Breitig und der Russe geblieben. Diese Konstellation, zumal in größerem Abstand zu den Hängen, bildet eine Besonderheit auf dem Stadtgebiet von Radebeul.“

## Geschichte
Nicht weit entfernt von dem bereits früher errichteten Haus Breitig befand sich 1715 auf der Karte des kursächsischen Kartografen Hans August Nienborg ein weiteres Weingut. Dort baute sich um 1789 der ansässige, 1801 in den Dresdner Hofakten als Hofmaurerpolier geführte, Johann Gottlieb Trobisch auf dem eigenen Weinberg ein Winzerhaus, welches zur gleichen Zeit entstand wie das nicht weit entfernte Festsaalgebäude von Haus Sorgenfrei. Ob Trobisch am Haus Sorgenfrei mitbaute, ist nicht bekannt, jedoch stützen Vergleichsbauten aus der Umgebung diese Vermutung.
Im Jahr 1804 gehörte das Weinbergsanwesen dem kurfürstlichen Factor der Porzellanmanufaktur Meißen, Wilhelm Ferdinand Gandtner, dem als Eigentümer der Handelsherr Christian Schubert folgte. Dessen Erben veräußerten den Besitz 1841 an den Rittmeister von Grünenwald. Im Jahr 1853 findet sich die schriftliche Erwähnung des Namens „Lindenhof“, vermutlich wegen der im Süden vor dem Haus stehenden Linden, im Zusammenhang mit einer dort betriebenen, beliebten Lößnitz-Gastwirtschaft. Zwischen 1866 und 1900 wurde der größte Teil der Weinbergsflächen parzelliert und veräußert. Ab etwa 1900 erfolgte eine Bebauung der meisten dieser Parzellen.
Von der Eigentümerfamilie Mann aus Cotta ging der Besitz 1908 an die Witwe des Hofrats von Koenneritz, Isidore geb. von Kyaw. Diese betrieb in dem Gebäude bis 1945 das Kinderhaus Oberlößnitz.
Die nächsten Bewohner waren sowjetische Offiziere. 1947 baute der Radebeuler Architekt Paul Löffler (1886–1952) fünf Kleinwohnungen in das Hauptgebäude sowie Amtsräume für das örtliche Arbeitsamt in einen der Anbauten. Ob die namensgebenden Linden südlich des Winzerhauses bereits vor dem Ende des Zweiten Weltkriegs gefällt waren oder erst danach gefällt und vermutlich zu Heizzwecken verbrannt wurden, ist wohl nicht aktenkundig. Dem Arbeitsamt folgte kurze Zeit später die Konsum-Werbung als neuer Nutzer. Ab 1950 wurde der Keller umgebaut, ein verbliebenes Fasslager weist noch auf die ehemalige Nutzung als Winzerhaus hin.
Nach der politischen Wende wurde das Anwesen an zwei Familien verkauft, die ab Ende der 1990er Jahre die Gebäude denkmalgerecht sanierten. Und vor dem Haus wurde wieder eine Linde gepflanzt.